# Uniformen der Waffen-SS

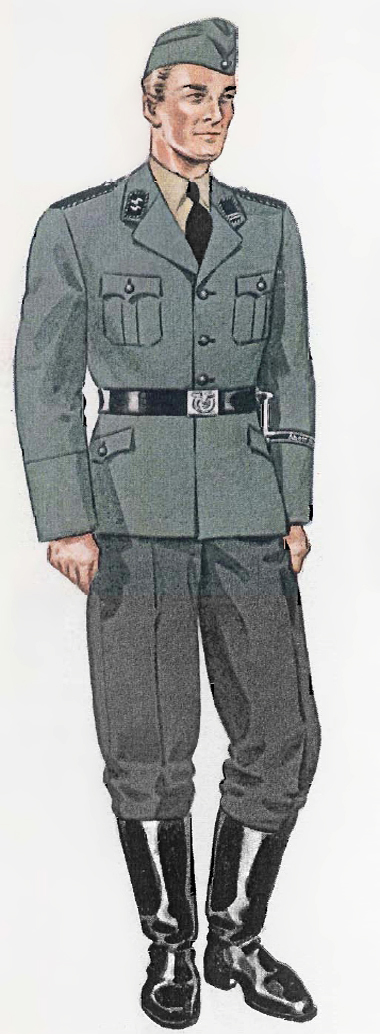
Dienstuniform der SS-Verfügungstruppe/Waffen-SS in Feldgrau, eine Illustration der Ausführung aus dem Jahre 1937.

Uniformen der Waffen-SS beschreiben die Uniformen der nach 1935 entstandenen, kasernierten und bewaffneten SS-Verbände.
Diese bewaffneten SS-Verbände bekamen nach dem Überfall auf Polen die Bezeichnung Waffen-SS. Seit Mitte 1940 war sie organisatorisch eigenständig und unterstand dem direkten Oberbefehl des Reichsführers SS Heinrich Himmler.
Die SS und alle ihre Untergliederungen, mit Ausnahme der Reiter-SS, wurden 1945 als verbrecherische Organisation verboten und aufgelöst, ihr Vermögen beschlagnahmt. Sie gehört in der Bundesrepublik Deutschland mit allen ihren Untergliederungen zu den verfassungswidrigen Organisationen im Sinne von § 86 StGB. Ihre Symbole und Kennzeichen, dazu gehören auch Uniformteile, unterliegen dem Verbreitungsverbot nach § 86a StGB.

## Uniformen der SS-Verfügungstruppe und der Waffen-SS

### Schwarze Dienstuniform der Verfügungstruppe

#### Dienstuniformen der Verfügungstruppe
Die schwarze Uniform der SS-Verfügungstruppe entspricht der Uniform der Allgemeinen SS.
Abweichungen der Uniformen bestanden nur darin, dass die spätere Verfügungstruppe bis 1934 auf ihren „Dienstuniformen“ keine Schulterstücke trug.
Da aber die parteiamtliche „Reichszeugmeisterei (RZM)“ bis circa 1939 nicht in der Lage war, die Verfügungstruppe ausreichend mit den entsprechenden Uniformen auszustatten, versorgte diese sich schließlich mit (älteren) Uniformen aus Heeresbeständen. Diese grauen Felduniformen der Wehrmacht entsprachen im Stil in etwa den Uniformen der SS. Nur besaßen diese am Waffenrock zum Verschließen des Kragens zwei Häkchen (anstelle des vorgeschriebenen einen Hakens) und an der Knopfleiste einen zusätzlichen 5. Knopf. Auch waren die Seitentaschen nicht – wie in der SS vorgeschrieben – schräg, sondern grade abgesetzt.
Die grauen Heeresuniformen wurden schwarz eingefärbt und mit den entsprechenden SS-Insignien ausgestattet. Alternativ ließen sich Verfügungstruppen-Offiziere vielfach ihre Uniformen auch durch private Schneidereien herstellen, die auch die Wehrmacht belieferten. Diese Uniformen wurden dann ebenfalls im „Wehrmacht-Stil“ ausgeführt.
Im Mai 1934 wurde bei der Verfügungstruppe das einzelne Schulterstück der Allgemeinen SS eingeführt. Dieses wurde anfangs, wie in der gesamten SS üblich, nur auf der rechten Schulterseite getragen.
Zum regulären Koppelzeug und Schulterriemen trugen die Mannschaftsdienstgrade schwarze lederne Patronentaschen für das deutsche Standardgewehr K 98k.
Doch erwies sich der Schulterriemen für militärische Zwecke als behindernd, sodass er schließlich weggelassen wurde. Diese Praxis war bis Frühjahr 1940 inoffiziell. Der formale „SS-Befehl“ zur Entfernung des Schulterriemens erfolgte erst im Mai 1940.
Bis zum Beginn des Krieges am 1. September 1939 wurden neben dieser schwarzen Dienstuniform auch verschiedene Ausgehanzüge, Paradeuniformen, Gesellschaftsanzüge und weiße Sommerröcke an Mannschafts- und Offiziersdienstgrade ausgegeben.
Je nach Zugehörigkeitsdauer oder Herkunft eines Verfügungstruppen-Angehörigen konnte eine Vielzahl von Armwinkeln auf der Uniform getragen werden.
Angehörige der Verfügungstruppe, die in Vorkriegszeit auf der SS-eigenen „SS-Verwaltungsschule“ in Dachau zum Verwaltungsdienst ausgebildet wurden, trugen zu ihrer regulären schwarzen Uniform einen Ärmelstreifen mit der Inschrift „SS-Verwaltungsschule Dachau“.
Bis zur Umbenennung der Verfügungstruppe in „Waffen-SS“ war es allen „SS-Bewerbern“ während ihrer Grundausbildung in der Verfügungstruppe verboten, irgendwelche SS-Insignien zu tragen. Eine Ausnahme bildete nur die Hakenkreuz-Armbinde der SS (allerdings waren seit dem 25. November 1934 in die SS vorläufig übernommene SS-Anwärter berechtigt, die SS-Kragenspiegel ohne Paspelierung auf den Uniformen zu tragen. Diese Praxis wurde später auch von der Waffen-SS beibehalten.)
1937 wurden nun anstelle des sogenannten „Lettow-Hemdes“ (des offiziellen Parteihemds der NSDAP) neue braune und weiße Trikothemden eingeführt, die gleichberechtigt nebeneinander getragen werden konnten.

#### Kopfbedeckungen

##### Stahlhelm
Die Angehörigen der Verfügungstruppe trugen in ihrem „Standortdienst“ in der Regel nur einen schwarz-lackierten Stahlhelm (Modell 1916 bzw. RZM-Modell 1932). Die schwarze Schirmmütze wurde als „Dienstmütze“ dagegen bei allen Gelegenheiten getragen, bei denen der Stahlhelm nicht ausdrücklich vorgeschrieben war. Am 1. November 1935 wurden diese Modelle offiziell durch den aktuellen Stahlhelm der Wehrmacht (M35) ersetzt und Anfang 1936 an die SS-Verfügungstruppe ausgeliefert. Doch da sich die Herstellung und Auslieferung der SS-Variante verzögerte und nur sehr schleppend anlief, wurden alle Modelle noch bis zum 31. März 1941 gleichzeitig getragen. Ab dem 1. April 1941 wurden alle veralteten Helme endgültig eingezogen. Die 1916er und RZM-Modelle verblieben nun bei Ersatz- und Sicherungs-Einheiten der SS.
Vor dem Krieg wurde der Stahlhelm mit einer glatten Oberfläche hergestellt und besaß eine feldgraue halbmatte Lackierung. Es war ausdrücklich durch die SS-Führung verboten worden, diese Lackierung durch Politur oder Einfetten zu verändern.
Im Mai 1940 wurde der Stahlhelm mit einer angerauten Oberfläche und schiefergrauer Lackierung hergestellt.
Von der Wehrmacht wurde auch die Angewohnheit übernommen, die Stahlhelme mit weißer Schlämmkreide einzuweißen und dadurch eine Wintertarnung zu erzielen.
Im September 1935 wurden erstmals Wappenschilde auf den Helmen der SS-Verfügungstruppe verwendet, die als Abziehbilder hergestellt wurden. Einige Truppenteile besaßen aber auch gemalte Wappenschilde an den Helmen. Nach mehreren Variationen trat schließlich die endgültige Fassung in Kraft. An der rechten Helmseite wurde ein weißer Schild mit schwarzen SS-Runen und an der linken ein roter Schild mit weißem Kreis und schwarzem Hakenkreuz getragen.
Im März 1940 wurde entschieden, das Hoheitswappen der linken Seite aus Tarnungsgründen zu entfernen und im November 1943 sollte auch das rechte Wappen mit den SS-Runen wegfallen. Doch wurde dieser Befehl nicht mehr von den bewaffneten SS-Verbänden befolgt, so dass die Waffen-SS bis Kriegsende mehrheitlich noch beide Schilde an den Stahlhelmen trug.
Im Gegensatz zur Wehrmacht stellte sich im Krieg für die SS-Verfügungstruppe die Frage nach einer Tarnung von Stahlhelmen erst gar nicht. Sie wurden bereits vor dem Krieg (1938) mit einem Tarnüberzug ausgestattet.

##### Schirmmützen
In der SS-Verfügungstruppe wurden jeweils die aktuellen Schirm- und Tellermützen der Allgemeinen SS verwendet.
Sie wurden bei allen Gelegenheiten verwendet, wo der Stahlhelm nicht ausdrücklich vorgeschrieben war.
Vielfach wurde sie von Offizieren auch als „Feldmütze“ eingesetzt.

##### Feldmützen
Als „neue“ Feldtruppe des Reiches benötigte auch die Verfügungstruppe „Feldmützen“. Da sie aber diesbezüglich nicht von der Wehrmachtführung beliefert wurden, griff sie zu einer Übergangslösung. Sie führte die alten „Feldkappen“ der Kaiserlichen Armee ein, die es auch in schwarzen Ausführungen gab und die nur durch die SS-Insignien ergänzt werden mussten. Diese „SS-Feldkappe“ wurde bis zur endgültigen Übernahme diverser Wehrmachtfeldmützen teilweise bis 1941 gleichzeitig verwendet.

### „Graue Dienstuniformen“ der Verfügungstruppe

#### 1934 bis 1937
Bereits im Herbst 1934 wurde für die Offiziersdienstgrade ein feldgrauer „Waffenrock“ (entsprach in der Ausführung dem schwarzen „Dienstrock“ der Allgemeinen SS) und für die Mannschafts- und Unteroffiziersdienstgrade eine feldgraue „Feldbluse“ eingeführt. Diese waren zusammen mit dem „Braunhemd“, schwarzem Binder, schwarzer Diensthose und -mütze zu tragen.
Als am 5. August 1935, mit der Zusammenfassung der Politischen Bereitschaften zu den neuen SS-Regimentern „Deutschland“, „Germania“ und „Leibstandarte“, die Aufstellung der eigentlichen Verfügungstruppe begonnen wurde, begann die SS-Führung bereits am 6. Juni, die noch bestehenden Politischen Bereitschaften und Sonderkommandos mit eigens für die SS entworfene „erdgrauen“ Uniformen auszustatten. Diese waren der 1932er Heeresuniform der Wehrmacht nachempfunden und wiesen SS-typische Merkmale auf. So wurde anfänglich ursprünglich nur das rechte Schulterstück auf und zusammen mit der „SS-Kampfbinde“ zur grauen Uniform getragen. Doch nur kurze Zeit später wurde von Himmler die Verfügung ausgegeben, dass die Armbinde nur in Kombination mit der schwarzen Uniform zu tragen sei.
Ferner hatten die militärischen Führer der Verfügungstruppe bei Himmler durchgesetzt, dass, nach militärischem Vorbild, auch auf der erdgrauen Uniform zwei Schulterstücke zu tragen seien.

#### 1937 bis 1943
1937 wurde diese erdgraue Uniform zugunsten der aktuellen feldgrauen Wehrmachtsuniform aufgegeben, obwohl jene erst 1941 endgültig von der SS-Führung in Berlin eingezogen wurde.
Auch zu dieser feldgrauen Uniform, die nun serienmäßig mit zwei Schulterstücken ausgestattet war, wurde ursprünglich die Hakenkreuzarmbinde getragen. Doch bereits im Herbst desselben Jahres wurde ein eigens geschaffener SS-Ärmeladler als „nationales Hoheitszeichen“ der SS eingeführt und anstelle der Armbinde getragen. In der Ausführung entsprach dieser Ärmeladler dem Adler in den Kastenschlössern der Mannschaftsdienstgrade.
Nachdem sich das „SS-Führerkoppel“ für den aktiven „Felddienst“ als zu ungeeignet erwies, gingen viele Offiziere dazu über, das reguläre Offizierskoppel der Wehrmacht zu verwenden, das über ein „Zweidornschloß“ geschlossen wurde und für militärische Zwecke besser geeignet war.

## Uniformen der Wachverbände/SS-Totenkopfverbände

### Schwarze Uniform 1933 bis 1935
Die Uniform der späteren SS-Totenkopfverbände entsprach der Uniform der Allgemeinen SS bzw. der Verfügungstruppe.
Die Angehörigen der Wachverbände waren sämtlich Mitglieder der SS und auch der NSDAP.
Ursprünglich trugen die Mitglieder die schwarze Uniform der Allgemeinen SS. Sie wich aber von dieser wesentlich ab, indem die Mitglieder der SS-Wachverbände seit Mai 1934 auf dem Kragen leere Kragenspiegel und auf dem linken Unterarm kein Sturmband trugen. Dies erklärt sich allein durch die Tatsache, dass für sie noch keine eigenständigen Insignien entworfen waren.
So kam es, dass die SS-Wachverbände anfangs nur die schwarze Uniform und den Totenkopf an der Mütze trugen. Diese Tatsache schlug sich bei ihnen in der geheimnisvoll umwitterten Bezeichnung „Totenkopf-SS“ nieder. Das änderte sich aber schon bald: Der „Wachsturmbann Oberbayern“ erhielt einen Kragenspiegel mit dem lateinischen Buchstaben „D“ (für Dachau) und die anderen Wachverbände trugen nun die Spiegel jener Politischen Bereitschaft, in deren Einflussbereich das von ihnen bewachte Konzentrationslager lag und denen sie organisatorisch unterstellt waren. Sie bekamen nun auch eigene Ärmelstreifen verliehen, in denen jetzt der Name des betroffenen Gebietes stand, in welchem das zu bewachende Konzentrationslagers lag.
Bis zum Beginn des Zweiten Weltkrieges am 1. September 1939 wurden neben dieser schwarzen Dienstuniform auch diverse Ausgehanzüge, Paradeuniformen, Gesellschaftsanzüge und weiße Sommerröcke an Mannschafts- und Offiziersdienstgrade ausgegeben.
Je nach Zugehörigkeitsdauer oder Herkunft eines Angehörigen der Wachverbände bzw. der Totenkopfverbände konnte eine Vielzahl von „Armwinkel“ auf der Uniform getragen werden.
1935 wurde beim Wachverband „Oberbayern“ ein besonderer Ärmelstreifen eingeführt: Auf dem neuen Ärmelstreifen des Wachverbandes war ein Totenkopfabzeichen aufgebracht.
Seit dem 29. März 1936 wurden die SS-Wachverbände nun auch offiziell als SS-Totenkopfverbände (amtliche Vollform: SS-Totenkopf-Wachverbände) bezeichnet, nachdem dieser Begriff für diese Wachmannschaften in der Bevölkerung bereits weit verbreitet war. Sie erhielten nun von Hitler das „besondere Recht“, auf dem rechten Kragenspiegel ihrer Uniform den Totenkopf der SS zu tragen.

### Erdbraune Uniform 1935 bis 1941
Von August 1935–37 (teilweise auch bis Kriegsanfang) wurde für die Totenkopf-Wachverbände eine erdbraune Uniform mit Schiffchen (im selben Schnitt wie die schwarze Uniform) eingeführt, die nur im sogenannten „Lagerdienst“, also nur im Konzentrationslager, getragen werden durfte. Allerdings verfügte Theodor Eicke, dass zu dieser neuen Uniform die Schulterklappen der SS-Verfügungstruppe zu tragen seien. Getragen wurde sie mit denselben Abzeichen wie die schwarze, meist jedoch ohne Hakenkreuz-Armbinde. Nach 1937 wurde sie von der feldgrauen Uniform der Verfügungstruppe weitestgehend ersetzt.
Die im Herbst 1939 aufgestellten Frontverbände trugen übergangsweise den Totenkopf auf beiden Kragenspiegeln, nach dem auch sie mit den Heeresschulterklappen ausgerüstet waren.
Nachdem sich die SS-Totenkopf-Division als reiner Kampfverband an der Front einen Namen gemacht hatte, wurde ihnen Anfang 1942 erneut die KZ-Wachen soldbuchmäßig unterstellt. Das heißt, dass nun auch die Wachverbände der Lager die aktuellen Uniformen der Waffen-SS und deren Soldbücher erhielten. Der Divisionsstab der im Volksmund „Totenkopf-SS“ genannten Verbände beschwerte sich daraufhin massiv bei Himmler. Der erwog schließlich für die Wachsturmbanne einen eigenen Kragenspiegel in Form eines doppelten Hakenkreuzes einzuführen, während der Totenkopf nur noch den kämpfenden Frontverbänden der Totenkopfverbände zustehen sollte.

## Uniformen der SS-Heimwehr Danzig
Die SS-Heimwehr trug bei ihrer Aufstellung, im Sommer 1939, in der Regel die Polizeiuniformen der Freien Stadt Danzig. Diese wurde lediglich um die entsprechenden SS-Insigien ergänzt. Daneben wurden aber auch der reguläre weiße und schilfgrüne Drillich („Arbeitsuniform“) der SS-Verbände getragen.
Mit der Auflösung der Heimwehr Danzig im Herbst 1939 übernahmen deren Angehörigen die Uniformen der SS-Totenkopfverbände mit all deren Effekten. Ehemalige Angehörige in der späteren SS-Totenkopf-Division waren ab 1940 berechtigt, ein Ärmelband mit der Aufschrift „SS-Heimwehr Danzig“ als Traditions-Ärmelband zu tragen.

## Uniformen der „SS-Freiwilligen-Verbände“
Die nichtdeutschen Einheiten der Waffen-SS trugen in der Regel die regulären Uniformen der Waffen-SS mit allen ihren Effekten. Abweichungen bestanden in der Regel nur in der Abweichung des rechten Kragenspiegels, der vielfach eine Sonderausführung darstellte.
Am linken Oberarm wurde unterhalb des Ärmeladlers ein „nationales Hoheitswappen“ der betreffenden Nationen getragen.
Verbände und Einheiten, die keine besonderen Spiegel trugen, verwendeten die Standardausführung der Waffen-SS mit den doppelten Sig-Runen.
Im November 1944 wurden der Waffen-SS die Kosakenverbände der Wehrmacht unterstellt. Diese trugen aber weiterhin ihre nationalen Kosaken-Trachten mit den Wehrmachteffekten.

## Sturmgepäck
Seit ihrer Aufstellung, 1933, führten bewaffnete Einheiten der SS auch das Sturmgepäck der Reichswehr ein.
Bei ihnen war jedoch, entsprechend der Uniform, eine schwarze Ausführung eingeführt worden.
Dieses Sturmgepäck bestand aus:
1. einem schwarzen Tornister mit Riemen
2. einer Wolldecke mit schwarzem Überzug
3. Essgeschirr-Riemen
4. Zeltbahn, Zeltstange und Heringe
5. Schnur
6. Feldflasche
7. dem eigentlichen Essgeschirr und
8. dem Feldessbesteck

Mit der Übernahme der grauen Uniformen in der Verfügungstruppe wurde von ihr die reguläre Wehrmachtausführung benutzt, die auch von der Waffen-SS weiterverwendet wurde.

## Insignien der bewaffneten SS-Verbände

### Kragenspiegel und Schulterklappen
In ihrer Anfangszeit als „SS-Sonderverband“ trugen die Angehörigen der SS-Verfügungstruppe die regulären SS-Dienstgradspiegel. Der rechte Kragenspiegel wich jedoch von denen der Allgemeinen SS ab, da er sich stark an denen der ehemaligen Politischen Bereitschaften orientierte. So wurden nun eigenständige Kragenspiegel und Ärmelstreifen für die SS-Verfügungstruppe entworfen, die ihre Vorbilder in den Effekten der „Sonderkommandos“ und „Politischen Bereitschaften“ hatten (wobei die nach den SS genannten Zahlen oder Buchstaben stets untergestellt waren):
1. Leibstandarte SS „Adolf Hitler“ = SS
2. SS-Standarte „Deutschland“ = SS1
3. SS-Standarte „Germania“ = SS2 und nach März 1938
4. SS-Standarte „Der Führer“ = SS3

Die Spiegel für Pionier-, Nachrichten- und Sanitätseinheiten wurden von der Allgemeinen SS übernommen und nur die SS-Runen im Spiegel ergänzt.
Ständige Stabs-Angehörige der neugeschaffenen SS-Junkerschulen trugen in den Kragenspiegeln „SST“ („SS-Schule Tölz“) und „SSB“ („SS-Schule Braunschweig“).
Im Zuge der Einführung des neuen SS-Dienstgrades eines SS-Oberst-Gruppenführers wurden im April 1942 die Kragenspiegel ab der Dienststellung eines SS-Standartenführers umgestaltet.
Die nachfolgenden rechten Kragen- oder Einheitsspiegel sind in der Kriegszeit für die Waffen-SS hergestellt und durch Hitler zugelassen worden:
1. SS = Alle Einheiten, für die kein spezielles Spiegelabzeichen entworfen wurde
2. SST und SSB = SS-Schule Tölz und Braunschweig (SS-Junkerschulen)
3. Totenkopf = Totenkopfverbände / SS-Division Totenkopf
4. aufgerichteter Löwe mit Beil = SS-Freiwilligenlegion Norwegen
5. Wolfsangel = SS-Freiwilligenlegion Niederlande
6. Triskele = SS-Freiwilligenlegion Flandern
7. Sonnenrad = SS-Division Nordland
8. Odalrune = SS-Division Prinz Eugen
9. Säbel (Handschar) mit Hakenkreuz = SS-Division Handschar
10. aufgerichteter Löwe in Blau mit drei Kronen = SS-Division Galizien
11. Hakenkreuz mit drei Sternen in Sonnenstrahlen = 15. SS-Division
12. E mit Schwert bzw. E mit gepanzertem Arm und Schwert = 20. SS-Division
13. SA-Kampfrune = SS-Division Horst Wessel
14. Kornblume = SS-Division Maria Theresia
15. dänische Flagge = Freikorps Danmark
16. H = SS-Division Hunyadi
17. gekreuzte Karabiner über Stangenhandgranate = SS-Brigade Dirlewanger / Kampfverband Dora
18. flammende Granate = Landstorm Nederland
19. Bug eines Wikingerschiffes = 5. SS-Panzer-Division Wiking
20. drei liegende Löwen = Britisches Freikorps
21. Helm und Ziegenkopf = 21. Waffen-Gebirgs-Division Skanderbeg
22. Sonnenrad = 23. Waffen-Grenadier-Division der SS Kama
23. Burgunderkreuz = 28. SS-Freiwilligen-Grenadier-Division Wallonien
24. Wolfskopf = 30. Waffen-Grenadier-Division / Osttürkischer Waffenverband der SS
25. Tigerkopf = Indische Freiwilligen-Legion der SS „Freies Indien“

Von den letztgenannten Kragenspiegel, ab inkl. Div. Wiking, weiß man zwar, dass sie produziert aber nicht, ob sie in größerer Stückzahl ausgegeben wurden.
Im Mai 1934 wurde in allen bewaffneten SS-Verbänden das (einzelne) SS-Schulterstück eingeführt. Aber schon 1935 konnten deren Kommandeure bei Himmler durchsetzen, dass dieses nach militärischem Vorbild beidseitig getragen wurde.
Kurz vor dem Einmarsch der Deutschen in Österreich wurde Anfang März 1938 das Führungskorps der Verfügungstruppe durch Heinrich Himmler aufgefordert, die SS-Schulterklappen auf den Uniformen zu entfernen und diese durch die regulären Heeresdienstklappen (inklusive der entsprechenden Waffenfarbe) zu ersetzen. Die SS-Schulterklappen waren nur noch allen „SS-Führern“ in den Hauptämtern vorenthalten, die im „Standortdienst“ nun ebenfalls die aktuelle Uniform der SS-Verfügungstruppe trugen.
Ab Mai 1940 waren auch Waffen-SS-Offiziere ab dem Dienstgrad eines Brigadeführers berechtigt, die entsprechenden Heeres-Schulterstücke anzulegen. Damit fielen auch die letzten SS-Schulterstücke in den bewaffneten SS-Verbänden weg. Angehörige in den SS-Hauptämtern und in den Stäben der SS-Reichsführung trugen dagegen bis Kriegsende (1945) die Schulterstücke der Allgemeinen SS zur grauen Uniform.

### Ärmeladler
Der Ärmeladler wurde offiziell am 7. März 1936 eingeführt, doch erst Anfang 1937 erstmals ausgegeben. Mit der Übernahme der grauen Uniformen der Verfügungstruppe durch die Dienststellen der Allgemeinen SS wurde der Ärmeladler auch in der übrigen SS üblich.
Der Ärmeladler war grundsätzlich handgestickt und lag auf einem schwarzen Untergrund. Für die Mannschafts- und Unteroffiziersdienstgrade bestand der Ärmeladler aus mattweißem Faden, für Offiziere aus Aluminiumfaden.
1939 wurde der alte Ärmeladler zu Gunsten eines neuen SS-Adlers, der nun dem Adler auf den Dienstmützen entsprach, aufgegeben. Obwohl der alte Ärmeladler seitdem nicht mehr ausgegeben und ab 1940 eingezogen wurde, sind Fotodokumente aus der Zeit des Zweiten Weltkrieges überliefert, die belegen, dass der Adler in der SS noch bis 1945 verwendet wurde. Anfänglich wurde auch der neue Ärmeladler handgestickt, doch ging man schnell dazu über, diesen über die Wuppertaler Firma BeVo maschinell weben zu lassen. Während die Mannschafts- und Unteroffiziersdienstgrade weiterhin den Adler aus mattweißem Faden trugen, wurde die Offiziersausführung (mit Aluminiumfaden) grundsätzlich handgestickt.

### Ärmelrauten
Im Zug der weiteren Militarisierung der bewaffneten SS-Verbände wurden 1938 auch die „Tätigkeitsabzeichen“ (auch als „Sonderlaufbahnabzeichen“ bezeichnet) der Wehrmacht eingeführt. Da sich bereits auch die in der SS getragenen Ärmelrauten von diesen ableiten ließen, handelt es sich hierbei um eine Komplettierung.

Der Unterschied zwischen ihnen war jedoch, dass die neuen Abzeichen, wie bei der Wehrmacht üblich, in ovaler Ausführung hergestellt wurden. Erst 1941 wurden auch sie SS-typisch in Rautenform hergestellt. Daneben wurde auch die SS-Ärmelrauten der Allgemeinen SS auch in der bewaffneten SS getragen und eigenständige wie zum Beispiel die Ärmelraute der Totenkopfverbände entwickelt und eingeführt.
1. Totenkopfverbände: Ab dem Dienstgrad eines Standartenführers und in den Stab der SS-Hauptämter versetzten Angehörigen der Totenkopfverbände wurde eine SD-ähnliche Ärmelraute mit eingesticktem Totenkopfsymbol getragen.

### Ärmelstreifen
Ärmelstreifen wurden bei den bewaffneten SS-Einheiten 1935 eingeführt. Sie entsprachen im Wesentlichen denen der Allgemeinen SS, verschiedene Kompanien wurden durch verschiedene Farben dargestellt. Sie trugen in der Regel den Standartennamen oder sogenannte „Ehrennamen“.

#### SS-Verfügungstruppe
Schriftzug:
1. Adolf Hitler (Frakturschrift bis Mai 1940): 1. SS-Standarte „Adolf Hitler“ (Volksmund: Adolf-Hitler-Standarte); Leibstandarte SS Adolf Hitler
2. Adolf Hitler (Sütterlin ab Mai 1940): Leibstandarte SS Adolf Hitler
3. Deutschland: 1. SS-Regiment
4. Germania: 2. SS-Regiment
5. Der Führer: 3. SS-Regiment
6. SS-Schule Tölz (Frakturschrift): SS-Junkerschule Bad Tölz
7. SS-Schule Tölz (Sütterlin): SS-Junkerschule Bad Tölz
8. SS-Schule Braunschweig (Frakturschrift): SS-Junkerschule Braunschweig
9. SS-Schule Braunschweig (Sütterlin): SS-Junkerschule Braunschweig
10. SS-Verwaltungsschule Dachau (Frakturschrift): SS-Verwaltungsschule

#### SS-Wachverbände
Schwarze Uniform 1933 bis 1945
1933–1935
1. Anfang 1933 bis Mai 1934: Die regulären Ärmelstreifen der jeweiligen SS-Einheiten, der die Angehörigen der Wachverbände entstammten
2. Mai 1934 bis 1935: keine Ärmelstreifen
3. 1935 bis 1936: Inschrift* Oberbayern, Symbol** Totenkopf, Inschrift Elbe, Inschrift Sachsen, Inschrift Ostfriesland, Inschrift Brandenburg

1936 bis 1945
1. Totenkopf-Standarte I: Oberbayern
2. Totenkopf-Standarte II: Brandenburg
3. Toten-Standarte III: Thüringen
4. Totenkopf-Standarte IV: Ostmark
5. Totenkopf-Standarte V: Dietrich Eckart***

Anmerkungen:
*) alle Inschriften in Frakturschrift und für alle Ränge
**) Dieser Ärmelstreifen wurde nur im Wachverband Oberbayern von Mitgliedern aller Ränge getragen, die dem Wachverband schon seit 1933 angehört haben (Traditions-Ärmelband)
***) Alle nach dieser Totenkopf-Standarte aufgestellten Einheiten trugen in der Regel einen leeren Ärmelstreifen, da ihnen als offizielle „Verstärkte SS-Totenkopf-Standarten“ bzw. als „SS-Polizei-Verstärkung“ kein eigener Einheits-Name zugewiesen wurde. Ausnahmen bildeten nur die Reserve-Totenkopf-Standarte „Oberbayern“ in Dachau und die „SS-Standarte K“ in Norwegen.

## Sonderbekleidung
Tarnbekleidung
Hauptartikel: Flecktarn

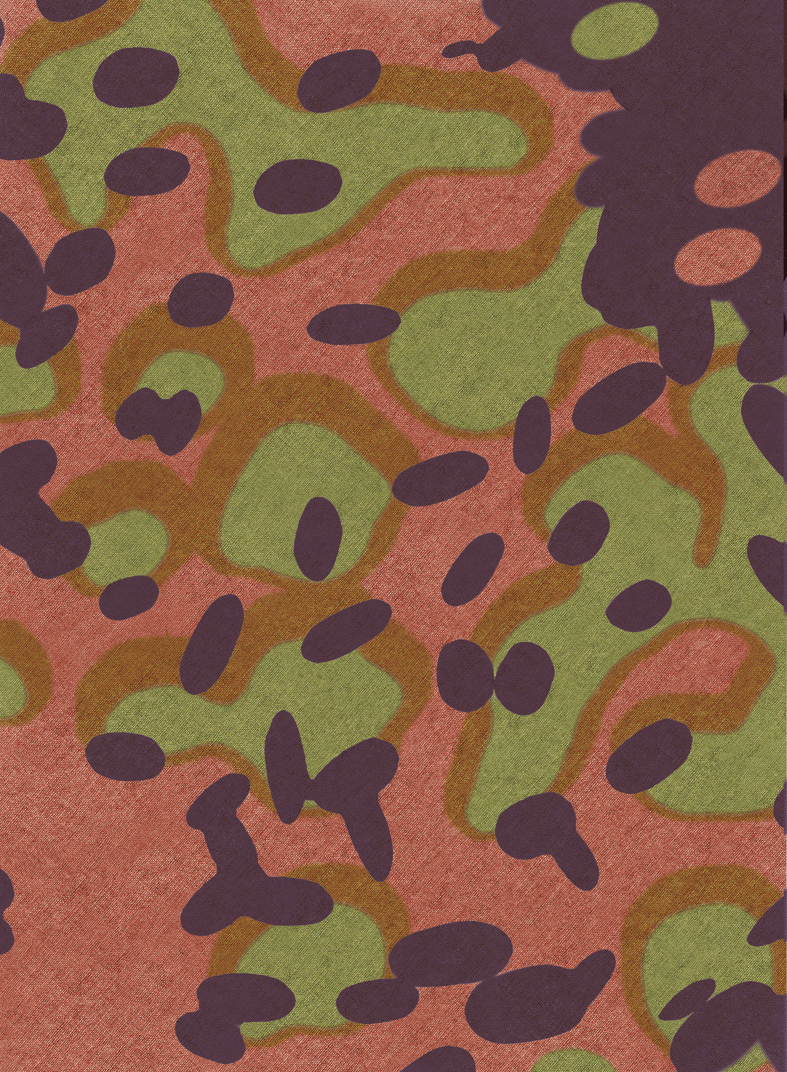
Das Platanenmuster (Sommerseite) in einer frühen Version ab 1937

Erste Muster einer Tarnbekleidung wurden bei der SS-Verfügungstruppe (Regiment „Deutschland“) bereits im Dezember 1937 erprobt und im Januar 1938 verbindlich eingeführt. So sind zum Beispiel Bilder des Regimentes „Deutschland“ bekannt, die dieses 1938 in Munsterlager während eines Manövers komplett in Tarnbekleidung zeigen. Bereits 1939 waren die meisten Einheiten der Waffen-SS mit diesen Tarnuniformen ausgerüstet, die sich deutlich von den erst 1942/1943 eingeführten Tarnuniformen der Wehrmacht unterschieden.